# Дэвис, Лейн
Лейн Дэвис (англ. Lane Davies; род. 31 июля 1950, Долтон, Джорджия, США) — американский актёр и режиссёр; вице-президент FIDOF.

## Ранние годы
Дэвис родился в 31 июля 1950 года в городе Долтон, Джорджия. Родители Лейна, Билл и Эмили, были творческими людьми. Билл работал диктором на радио, Эмили играла в театре. Вся семья Дэвисов, включая трёх братьев Лейна, была связана с театром, и всё детство Лейн провёл за кулисами, помогая готовить декорации для спектаклей. Дебютировал как актёр в средней школе, когда в самодеятельном спектакле ему достался трехстраничный монолог и он прочел его так, что публика устроила ему овацию. После школы Лейн отправился учиться в Государственный университет Теннесси (Мэфрисборо, Теннесси) на курс сценической речи и актерского мастерства. Параллельно он играл в так называемых «театрах с ужином» — театрах, ставящих лёгкие пьесы или мюзиклы и предлагающих, наряду с представлением, угощение в буфете.

## Карьера
После окончания университета Лейн снимался в кино, играл в театре и выступал в мюзиклах. Наибольшую известность ему принесли роли на телевидении. Сериальная карьера Лейна началась в 1981 году с роли врача Эвана Уайланда в мыльной опере «Дни нашей жизни». В 1984 году Лейн получил одну из центральных ролей Мейсона Кепвелла в новом сериале NBC «Санта-Барбара». Успешный дуэт с актрисой Нэнси Ли Гран, сыгравшей Джулию, сделала обоих актёров звёздами первой величины, а персонажи Мейсона и Джулии вошли в историю «мыльных опер» как одна из так называемых «суперпар».
В 1989 Лейн Дэвис покинул «Санта-Барбару» и продолжил свою телевизионную карьеру, снимаясь в таких телесериалах как «Третья планета от Солнца», «Клиника», «Практика» и «Лоис и Кларк: Новые приключения Супермена». В 2003 году Лейн получил роль лейтенанта Соммерса в совместном проекте США и Первого канала «Русские в городе ангелов» (режиссёр Родион Нахапетов). С 2002 по 2004 год Дэвис снимался в сериале «Главный госпиталь», где его герой Кэмерон Льюис вновь встретился на экране с героиней Нэнси Ли Гран. В 2007 году снялся в фильме «Парилка», сыграв отца одной из главных героинь.
В настоящее время Лейн Дэвис продолжает играть в спектаклях, в основном по пьесам Уильяма Шекспира, и ставить спектакли в качестве режиссёра. Он художественный руководитель, режиссёр и один из организаторов Шекспировского фестиваля в Теннесси.

## Личная жизнь
Женат, имеет двух сыновей — Тэтчера Ли и Нейтана Хэмилтона.

## Избранная фильмография
| Год       |    | Русское название                          | Оригинальное название                        | Роль                               |
| --------- | -- | ----------------------------------------- | -------------------------------------------- | ---------------------------------- |
| 1978      | ф  | Магия Лесси                               | The Magic of Lassie                          | Аллан Фогерти                      |
| 1981—1982 | с  | Дни нашей жизни                           | Days of Our Lives                            | Эван Уайланд                       |
| 1983      | с  | Даллас                                    | Dallas                                       | Крейг Герни                        |
| 1984      | ф  | Двойник тела                              | Body Double                                  | Билли                              |
| 1984—1989 | с  | Санта-Барбара                             | Santa Barbara                                | Мейсон Кепвелл                     |
| 1987      | ф  | Мёртвая цель                              | Deam Aim                                     | лаборант                           |
| 1991      | с  | Женаты… с детьми                          | Married… with Children                       | Гарри Эшланд                       |
| 1992      | с  | Золотые девочки                           | The Golden Girls                             | Питерсон                           |
| 1992      | с  | Пустое гнездо                             | Empty Nest                                   | Эрик Пруст                         |
| 1993      | с  | Тренер                                    | Coach                                        | Джерри Финнеган                    |
| 1993      | с  | Дерзкие и красивые                        | The Bold and The Beautiful                   | Ридж Форрестер                     |
| 1994      | с  | Сайнфелд                                  | Seinfeld                                     | Маккензи                           |
| 1994      | с  | Няня                                      | The Nanny                                    | Найджел Уотерс                     |
| 1994      | с  | Эллен                                     | Ellen                                        | Нейт                               |
| 1995—1997 | с  | Лоис и Кларк: Новые приключения Супермена | Lois & Clark: The New Adventures of Superman | Темпус                             |
| 1998      | тф | Вавилон-5: В начале                       | Babylon 5: In the Beginning                  | Кольер                             |
| 1998      | с  | Журнал мод                                | Just Shoot Me!                               | доктор Хендри                      |
| 2000      | с  | Третья планета от Солнца                  | 3rd Rock from the Sun                        | Ченселлор Данкан                   |
| 2000      | с  | Практика                                  | The Practice                                 | Кайл Барретт                       |
| 2002      | с  | Клиника                                   | Scrubs                                       | доктор Саймон Рид                  |
| 2002—2003 | с  | Главный госпиталь                         | General Hospital                             | доктор Камерон Льюис               |
| 2011      | с  | Держись, Чарли!                           | Good Luck Charlie!                           | мистер Крамп                       |
| 2015      | ф  | Кровавый январь                           | Qanlı Yanvar                                 | иностранный журналист              |
| 2019      | с  | Сверхъестественное                        | Supernatural                                 | Фрэнсис Тамблти / Джек-потрошитель |